# Cristiano André
Cristiano Augusto André é um jurista angolano que serviu como Chefe de Justiça do Tribunal Supremo de Angola de 1997 a 2014.
Em 10 de outubro de 2024 foi aposentado-jubilado por idade de suas funções como juiz conselheiro do Tribunal Supremo de Angola, sendo substituído por Manuel Miguel da Costa Aragão.